# Lejkówka karbowana

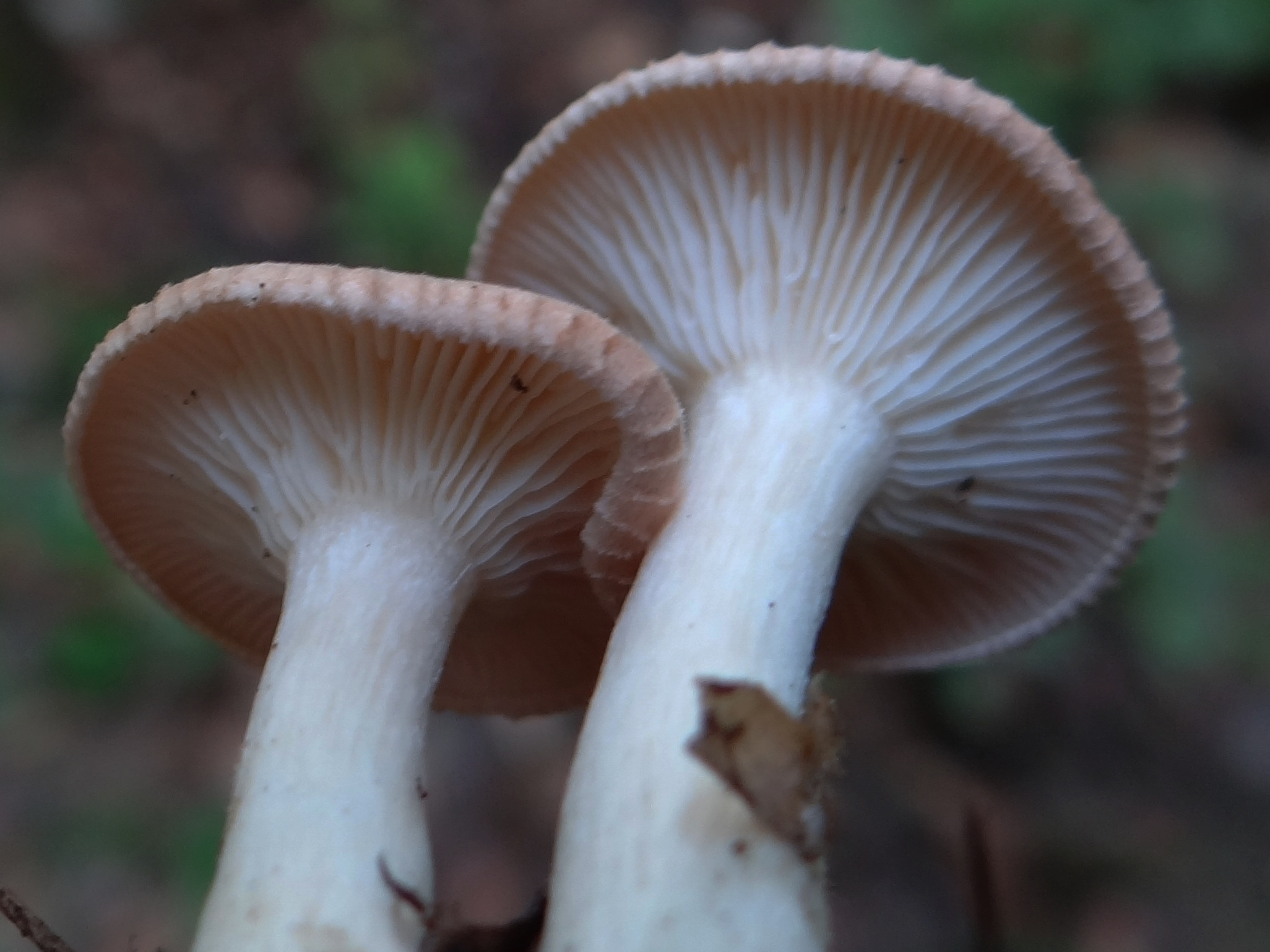

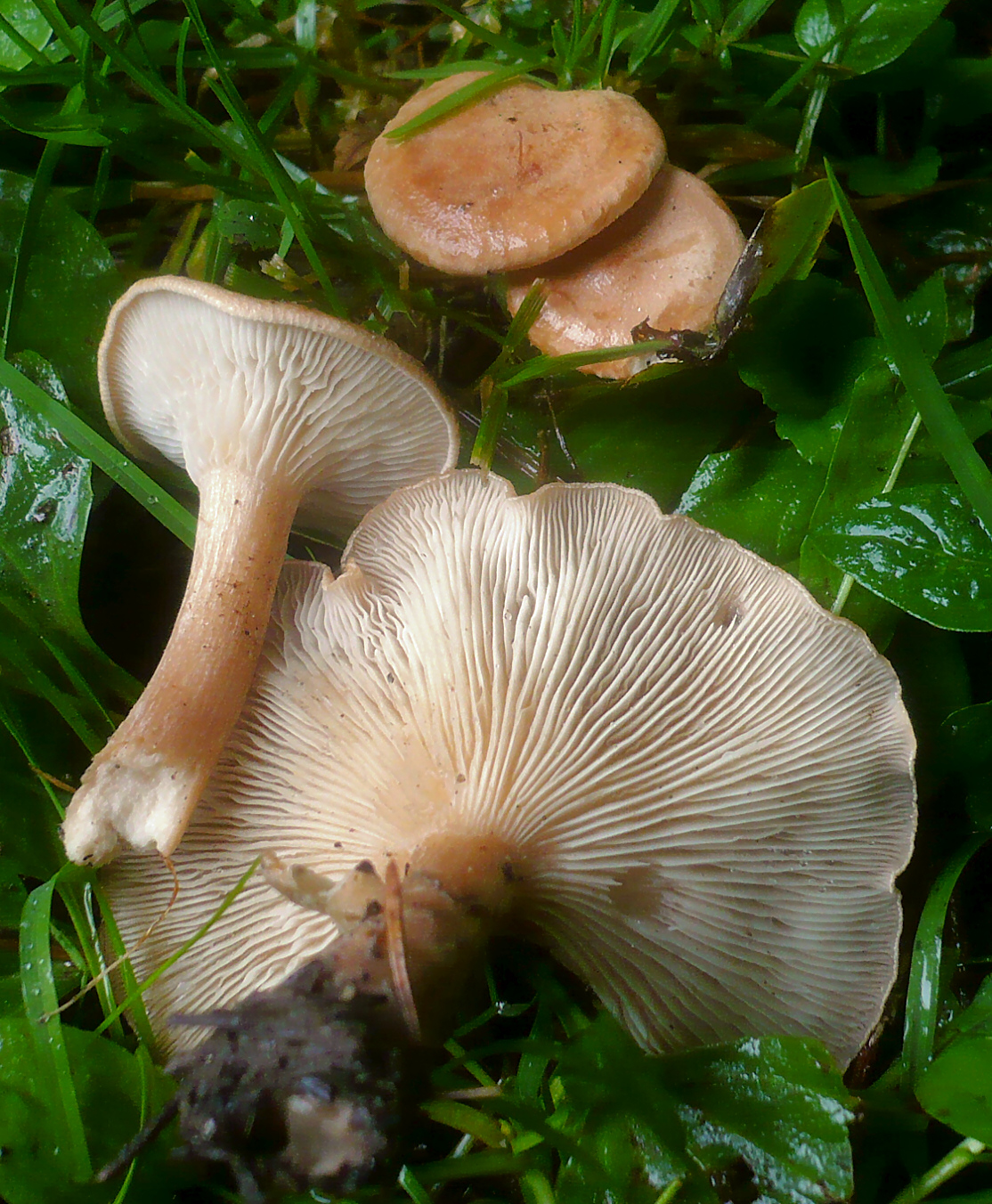

Lejkówka karbowana (Clitocybe costata Kühner & Romagn.) – gatunek grzybów z rodziny gąskowatych (Tricholomataceae).

## Systematyka i nazewnictwo
Pozycja w klasyfikacji według Index Fungorum: Clitocybe, Incertae sedis, Agaricales, Agaricomycetidae, Agaricomycetes, Agaricomycotina, Basidiomycota, Fungi.
Synonim nazwy naukowej:Infundibulicybe costata (Kühner & Romagn.) Harmaja 2003.
Nazwę polską zaproponował Władysław Wojewoda w 2003 r.

## Morfologia
Kapelusz
Średnica 3–10 cm, powierzchnia o barwie do czerwonawoochrowej. U młodych okazów płaski z niewiele tylko wklęsłym środkiem, ale szybko powstaje lejkowate wgłębienie, przeważnie bez garbka. Jest słabo tylko higrofaniczny. Skórka zamszowo-filcowata. Brzeg karbowany i nieregularnie pofałdowany.
Blaszki
Brudnobiaławe, kremowe do skórzastoochrowych, częściowo rozwidlone, trochę zbiegające. Ostrza blaszek gładkie{.
Trzon
Wysokość 3–5 cm, grubość 4–8 mm, walcowaty, u młodych owocników pełny, u starszych w środku watowaty, barwy kapelusza lub od niego ciemniejszy, ochrowobrązowy do czerwonawobrązowego, charakterystycznie, włókienkowato spękany. Na podstawie trzonu występuje biała, filcowata grzybnia.
Miąższ
Cienki, biały, Ma nieokreślony zapach gorzkich migdałów.
Wysyp zarodników
Biały. Zarodniki eliptyczne, gładkie, nieamyloidalne, o średnicy 6–8 × 3–5 µm.

## Występowanie i siedlisko
Opisano występowanie tego gatunku w niektórych państwach Europy oraz w Maroku i na Wyspach Kanaryjskich. W Polsce jego rozprzestrzenienie i częstość występowania nie są znane. W piśmiennictwie naukowym do 2003 r. podano tylko 5 jego stanowisk.
Rośnie od czerwca do września, w lasach iglastych i mieszanych, na obrzeżach dróg; dość częsty. Szczególnie często spotykany jest w górskich lasach pod świerkami.

## Znaczenie
Saprotrof. Grzyb jadalny. Zapach trochę przypominający przyprawy kuchenne (lub gorzkie migdały).

## Gatunki podobne
Charakterystyczną cechą lejkówki karbowanej jest karbowanie brzegów kapelusza. Podobne są:
- lejkówka żółtobrązowa (Clitocybe gibba), lecz ma w środku garb, a brzeg kapelusza słabiej pofalowany i tylko nieco karbowany[5],
- lejkówka łuseczkowata (Clitocybe squamulosa), ma kapelusz nieco łuskowaty wierzchołek kapelusza[5].